# Karel Kramář

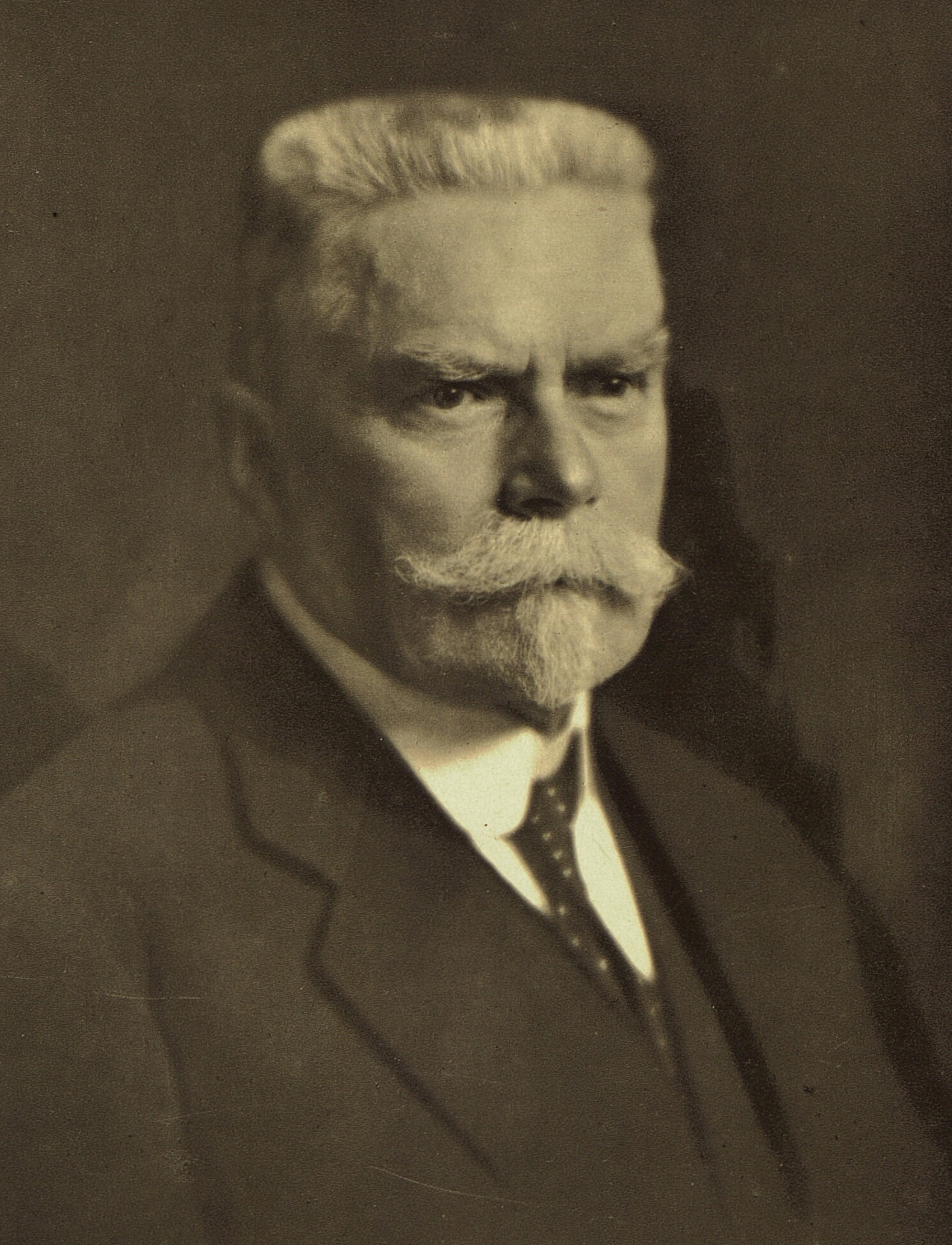
Karel Kramář.

Karel Kramář, född 27 december 1860 i Vysoké nad Jizerou, död 26 maj 1937 i Prag, var en tjeckisk politiker.
Kramář blev 1884 juris doktor vid Karlsuniversitetet i Prag och utgav 1886 i Leipzig en bemärkt skrift, Papiergeld in Oesterreich seit 1848. I politiken tillhörde han, tillsammans med Josef Kaizl och Tomáš Garrigue Masaryk, de så kallade realisterna, och det var till god del hans förtjänst, att denna grupp 1890 enade sig med ungtjeckerna. 
Från 1891 var Kramář medlem både av böhmiska lantdagen och österrikiska riksrådet, där han spelade en framstående roll. Han var som politiker motståndare till Österrike-Ungerns allians med Tyskland och knöt tidigt förbindelse med allslaviska kretsar i Ryssland. Han vidmakthöll dessa förbindelser även efter första världskrigets utbrott, 1914, och hoppades av Rysslands seger tjeckernas frigörelse från Österrike. 
Kramář häktades i maj 1915 som misstänkt för högförräderi, dömdes i juli 1916 till döden, men fick efter tronskiftet straffet nedsatt till 15 års fängelse (december samma år) och blev i juli 1917 frigiven vid den då utfärdade omfattande politiska amnestin. Han var en bland de ledande i det tjeckoslovakiska nationalråd, som i september 1918 bildades i Prag. Vid den österrikiska monarkins sönderfallande oktober till november samma år framträdde detta som självständig regering för bland annat Böhmen och Mähren, och sedan den nya republiken Tjeckoslovakien definitivt proklamerats, blev han den 16 november dess förste ministerpresident. Som sådan kvarstod han till juli 1919, då hans ministär lämnade rum för en inrikespolitiskt radikalare. 
Kramář var den 8 januari samma år nära att falla offer för ett bolsjevikiskt attentat. Vid fredskonferensen i Paris var han januari till juli 1919 tjeckoslovakisk delegerad. Han var under senare år ledare för det nationaldemokratiska partiet i Tjeckoslovakiens parlament och försökte i det längsta egga västmakterna till kraftansträngningar för att slå ned bolsjevikväldet i Ryssland.